# Arrabeu
Arrabeu, filho de Bromerus, foi um rei de Lincéstida. Ele era da família dos baquíadas.
No oitavo ou nono ano da Guerra do Peloponeso, o general espartano Brásidas e uma tropa de peloponésios juntou-se a Pérdicas II da Macedónia para atacar Arrabeu. Apesar da vitória inicial da aliança entre Esparta e Macedónia, quando os ilírios, aliados, mudaram de lado, os macedónios se retiraram. Brásidas precisou de toda a disciplina espartana para recuar em segurança, e, no caminho, irritados pela deserção dos macedónios, os soldados espartanos pilharam a Macedónia. A partir deste ponto, Pérdicas passou a ver os peloponésios como inimigos.
Arrabeu foi avô materno de Eurídice, a mãe de Filipe II da Macedónia.